# Антонін Шетела
Антонін Шетела (чеськ. Antonín Šetela; 12 квітня 1882, Нусле, Прага — ?) — чеський футболіст, що грав на позиції нападника.

## Футбольна кар'єра
Виступав у команді «Сміхов» (Прага), у складі якої двічі був володарем кубка милосердя у 1906 і 1907 роках.
У складі збірної Богемії зіграв один матч у 1906 році. 1 квітня у Будапешті Богемія, основу якої складали гравці клубів «Сміхов» і «Метеор VIII», зіграла внічию 1:1 зі збірною Угорщини.